# Clarendon (Texas)
Clarendon je město v okrese Donley County ve státě Texas ve Spojených státech amerických. V roce 2000 zde žilo 1974 obyvatel. S celkovou rozlohou 7,8 km² byla hustota zalidnění 262,2 obyvatel na km².

## Podnebí
| Clarendon – podnebí         | Clarendon – podnebí | Clarendon – podnebí | Clarendon – podnebí | Clarendon – podnebí | Clarendon – podnebí | Clarendon – podnebí | Clarendon – podnebí | Clarendon – podnebí | Clarendon – podnebí | Clarendon – podnebí | Clarendon – podnebí | Clarendon – podnebí | Clarendon – podnebí |
| Období                      | leden               | únor                | březen              | duben               | květen              | červen              | červenec            | srpen               | září                | říjen               | listopad            | prosinec            | rok                 |
| --------------------------- | ------------------- | ------------------- | ------------------- | ------------------- | ------------------- | ------------------- | ------------------- | ------------------- | ------------------- | ------------------- | ------------------- | ------------------- | ------------------- |
| Průměrné denní maximum [°C] | 11,6                | 13,5                | 18,1                | 22,9                | 27,4                | 31,7                | 34,6                | 33,9                | 29,6                | 23,7                | 17,2                | 11,4                | 23,0                |
| Průměrné denní minimum [°C] | −4,6                | −2,7                | 1,3                 | 6,1                 | 11,8                | 16,8                | 19                  | 18,3                | 13,8                | 7,2                 | 0,8                 | −4,1                | 7,0                 |
| Průměrné srážky [mm]        | 17,8                | 20,3                | 37,6                | 57,4                | 82                  | 90,2                | 54,1                | 76,7                | 64,5                | 55,9                | 26,4                | 24,1                | 607                 |
| Sněžení [cm]                | 46                  | 18                  | 20                  | 8                   | 0                   | 0                   | 0                   | 0                   | 0                   | 0                   | 10                  | 56                  | 158                 |
| Zdroj: NOAA                 |                     |                     |                     |                     |                     |                     |                     |                     |                     |                     |                     |                     |                     |